# M/S Ørnen

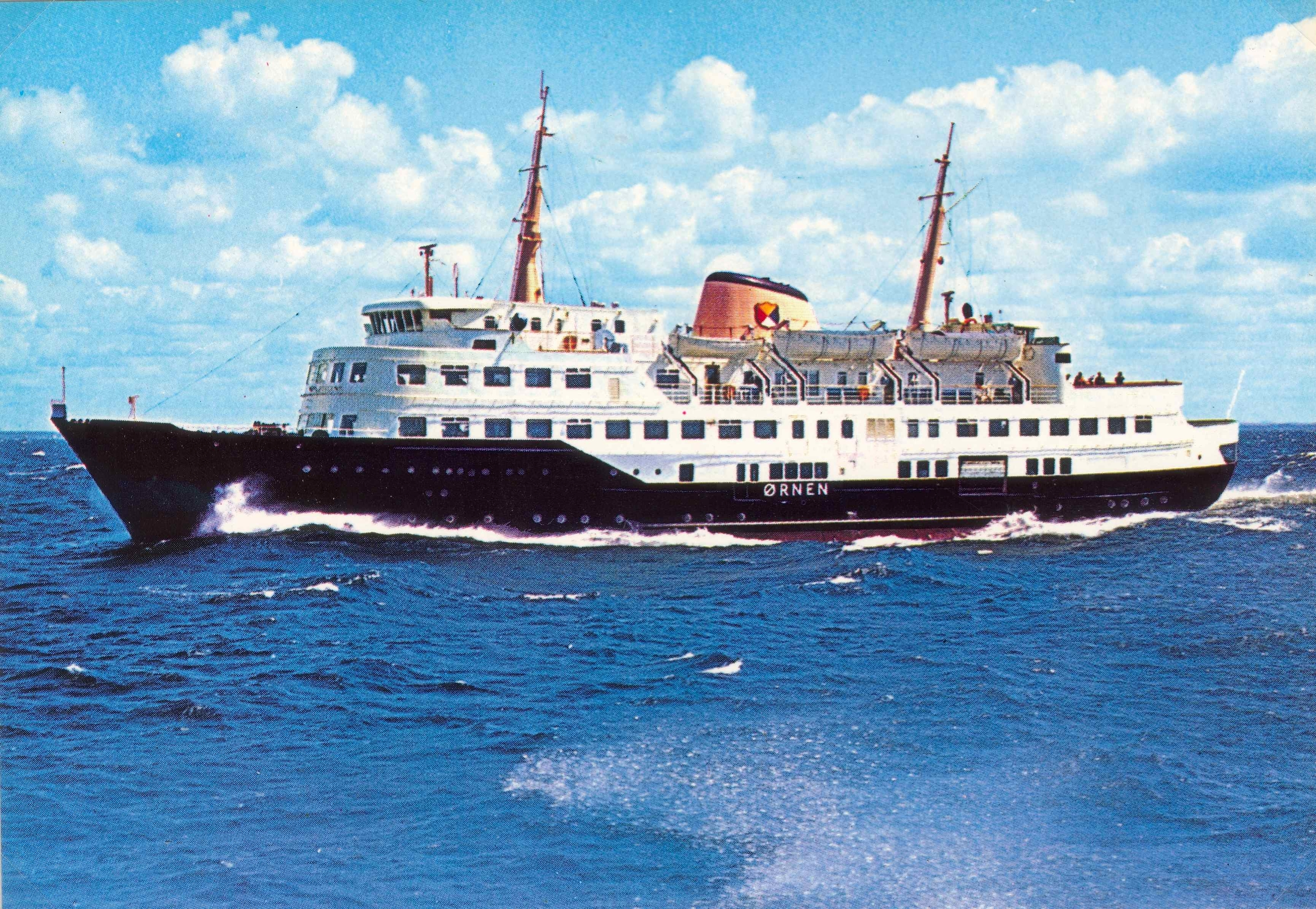
M/S Ørnen, okänt år

M/S Ørnen var en dansk passagerarfärja som körde rutten mellan Havnegade i Köpenhamn och Skeppsbron i Malmö från 1962.
Hon såldes 1980 till Grekland för trafik från Pireus till olika öar och sattes 1982 i trafik på Santorini samt Iraklio och senare Kykladerna och andra ö-destinationer fram till 1988. Ørnen såldes därefter till Panama för trafik i Puerto Rico och blev senare såld till Port Vila på Vanuatu. Hon såldes tillbaka till Panama 1995 och slutligen skrotades 1998 i Brownsville, Texas i USA.

## Historik
Fartyget levererades i februari 1962 från Aalborg Værft i Älborg och sattes i trafik på Öresund för Dampskibsselskabet Øresund. Hon körde rutten Köpenhamn - Malmö fram till 1980. Då såldes fartyget till Blue Aegean Sea Lines S.A. i Pireus i Grekland för Saronic Cruises, men bytte ägare efter några år till George Alevizos med fortsatt trafik i den grekiska övärlden.
Därefter såldes fartyget till Burton Securities S.A. i Panama och sattes i trafik i Puerto Rico 1988. Året därpå sattes fartyget i trafik runt Vanuatu med hemmahamn Port Vila.
Hon såldes sedan 1995 till Rendezvous Holdings och fick åter Panama som hemmahamn. Till sist såldes hon till Brownsville i Texas i USA för skrotning vilket skedde i april 1998.